# Ред Гарланд
Уилям (Ред) Гарланд (William "Red" Garland) е американски модерен джаз пианист. Неговият блок акорден стил, донякъде развит от Милт Бъкнър, оказва влияние върху много бъдещи поколения пианисти от джаз областта.

## Биография
Роден е в Далас, щата Тексас, през 1923 година. Майка му свири на няколко инструмента. Започва музикалното си обучение с кларинета и алто саксофона, но през 1940 г. се преориентира към пианото. Гарланд прекарва много време в репетиране и бързо се изгражда като умел изпълнител. Младежките му занимания с бокса не нараняват свирещите му ръце. Бие се с младия Шугар Рей Робинсън, преди да стане професионален музикант.